# Гросс, Салли
Салли Гросс (англ. Sally Gross; имя при рождении Селуин Гросс (англ. Selwyn Gross); 22 августа 1953 – 14 февраля 2014; Винберг, Кейптаун, ЮАР) — борец с режимом апартеида и интерсекс-правозащитница. Член Африканского национального конгресса (АНК) в эпоху апартеида и основательница правозащитной организации Intersex South Africa.

## Ранняя жизнь и диагностика
Гросс родилась 22 августа 1953 года в еврейской семье и при рождении ей дали имя Селуин Гросс, т.к. у неё были гениталии смешенного типа и было решено воспитывать её в мужском поле. Несмотря на то, что она всегда знала, что у неё гениталии смешенного типа, официально подтвердилось, что она интерсекс-человек только в 1993 году, когда ей было 40 лет. Впоследствии она сменила гендерный маркер в документах на женский.

## Религия, статус беженца и ранние произведения
Хотя Гросс родилась в еврейской семье, но её больше привлекал католицизм, и она крестилась в начале 1976 года. В мае 1977 года она покинула ЮАР по совету коллег из Африканского национального конгресса, переехав в Ботсвану, а затем в Израиль, где поселились ее родители. Позже, в 1981 году, она стала послушницей Доминиканского Ордена в Оксфорде. Она была рукоположена в дьяконы «примерно в 1985 году» и в священники в 1987 году, а затем преподавала моральное богословие и этику в Оксфорде. Она имеет степень магистра Оксфордского университета. В 1987 году Гросс была делегатом на конференции АНК, возглавляемой Табо Мбеки, в Дакаре. Доминиканцы пригласили ее в качестве преподавателя в ЮАР после того, как в 1990 году в ЮАР был отменен запрет на деятельность АНК. 
Гросс получила израильское гражданство, но потеряла южноафриканское во время беженства, а в 1991 году восстановила его. В начале 1990-х она начала «распознавать и исследовать» проблемы, связанные со своей телесностью и личностью; она взяла отпуск в Доминиканском Ордене и переехала в Истборн в Англию. Через год ее лишили церковного сана, и посчитала себя отстраненной от общения с Церковью. Позже она обратилась к буддизму и квакерам. Ее возвращение в Южную Африку было осложнено потерей гражданства в эпоху апартеида и изменением её гендерного маркера в документах (с мужского на женский). Получив в 1991 году паспорт с мужским гендерным маркером, она передала запрос на получение паспорта с женским гендерным маркером в министерства внутренних дел и здравоохранения Южной Африки. Гросс отклонила их предложение об операции на гениталиях «по устранению неоднозначности» как «аморальные». В конце концов на основании ошибки в первоначальном определении пола ей выдали паспорт и свидетельство о рождении с женским гендерным маркером.

## Интерсекс-активизм
Гросс основала Intersex South Africa, независимую правозащитную организацию, занимающуюся вопросами интерсекс-людей, входящую в организацию Intersex International. В 2000 году Салли добилась первого упоминания об интерсекс-людей в национальном законодательстве ЮАР: термин «интерсекс» был включен в определение «пола» в законе о борьбе с дискриминацией Южно-Африканской Республики. С тех пор она помогала разрабатывать закон об изменении половых дескрипторов и продвижении равенства. Гросс публично выступала по интерсекс-вопросам и в сентябре 2009 года она дала интервью Всемирной службе Би-би-си по делу Кастер Семени (об её интерсексности). Она была одной из героинь видео для It Gets Better South Africa в апреле 2013 года. Гросс также участвовала в первом Международном форуме интерсекс-людей в 2011 году и появляется в документальном фильме "Intersexion". Она представила доклад под названием «Not in God's Image: Intersex, Social Death and Infanticide» на конференции по интерсекс-вопросам, теологии и Библии в марте 2013 года, организованной Сетью религии и гражданского общества Манчестерского университета.

## Смерть
Газета Daily Maverick сообщила, что Гросс умерла одна в своей квартире в Кейптауне 14 февраля 2014 года, «будучи вынуждена обратиться к друзьям с просьбой о выделении средств на оплату аренды и медицинских счетов, поскольку ее здоровье ухудшилось; она была практически не мобильна». В некрологах организации Intersex International, Intersex Trust Aotearoa New Zealand и газеты Star Observer Гросс упоминается как мягкий и бесстрашный защитник и наставник.